# Перес-Селедон (кантон)
Пе́рес-Селедо́н (исп. Pérez Zeledón) — кантон в провинции Сан-Хосе Коста-Рики.

## География
Занимает всю восточную часть провинции. Граничит на севере с провинцией Картаго, на северо-востоке с провинцией Лимон, на востоке и юге с провинцией Пунтаренас. Административный центр — Сан-Исидро-де-Эль-Хенераль.

## Округа
Кантон разделён на 11 округов:
1. Сан-Исидро
2. Хенераль-Вьехо
3. Даниель-Флорес
4. Ривас
5. Сан-Педро
6. Платанарес
7. Пехибайе
8. Кахон
9. Бару
10. Рио-Нуэво
11. Парамо